# Advanced National Seismic System

ANSSのロゴ

Advanced National Seismic System（略称:ANSS）は、アメリカ地質調査所（USGS）および複数の州、学術機関によって構築され、地震に関するデータを収集・分析して報道機関や市民に地震の情報を提供するシステムである。その他、地震に関する複数のサービスを提供している。
データは11の地域にある地震観測網と専用観測所の国立地震観測網によって収集されており、海外の地震観測網からの収集も受け付けている。分析は各地域のデータセンターとアメリカ地質調査所国立地震情報センター（NEIC）で行われ、分析結果はUSGSのホームページに掲載されている。また、このデータは耐震工学の研究にも使用されている。

## 参加しているネットワーク
2024年現在、以下のネットワークがANSSに参加している。
- アラスカ大学フェアバンクス校[7]
- カリフォルニア工科大学・カリフォルニア大学バークレー校[8]
- メンフィス大学
- モンタナ鉱山地質局[9]
- ネバダ大学リノ校[10]
- オクラハマ地質調査所（英語版）
- 太平洋岸北西部地震ネットワーク（英語版）
- プエルトリコ大学（英語版）
- サウスカロライナ大学
- テキサス大学[11]
- ユタ大学[12]
- USGSハワイ火山観測所
- USGS国立地震情報センター